# Cantó de Pertús
El cantó de Pertús és un cantó francès del departament de la Valclusa, situat al districte d'Ate. Té 14 municipis i el cap és Pertús.

## Municipis
- Ansoís
- La Bastida dei Jordans
- La Bastidona
- Beumont de Pertús
- Cabrieras d'Egues
- Gramboès
- Mirabèu
- La Mota d'Egues
- Pertús
- Puègpin d'Egues
- Sant Martin de la Brasca
- Çana
- La Torre d'Egues
- Vitròla de Leberon

| Data d'elecció                           | Identitat        | Partit | Qualitat |
| ---------------------------------------- | ---------------- | ------ | -------- |
| 1970-1988                                | André Jaubert    | PS     |          |
| 1988-                                    | Maurice Lovisolo | PS     |          |
| les dades anteriors no són pas conegudes |                  |        |          |
|                                          |                  |        |          |